# فيليب وايتهيد (سياسي)
فيليب وايتهيد (بالإنجليزية: Phillip Whitehead)‏ هو منتج تلفزيوني وسياسي بريطاني، ولد في 30 مايو 1937 في المملكة المتحدة، وتوفي في 31 ديسمبر 2005 في تشيسترفيلد في المملكة المتحدة بسبب نوبة قلبية. حزبياً، نشط في حزب العمال.

## مناصب
- في انتخابات البرلمان الأوروبي 1994، انتخب عضو في البرلمان الأوروبي عن دائرة Staffordshire East and Derby (European Parliament constituency) [الإنجليزية]‏ لترشحه ضمن قائمة حزب العمال، وقد انضم خلال فترته النيابية (19 يوليو 1994 – 19 يوليو 1999) للكتلة البرلمانية التحالف التقدمي للاشتراكيين والديمقراطيين.
- في انتخابات البرلمان الأوروبي 1999، انتخب عضو في البرلمان الأوروبي عن دائرة East Midlands (European Parliament constituency) [الإنجليزية]‏ لترشحه ضمن قائمة حزب العمال، وقد انضم خلال فترته النيابية (20 يوليو 1999 – 19 يوليو 2004) للكتلة البرلمانية التحالف التقدمي للاشتراكيين والديمقراطيين.
- في انتخابات البرلمان الأوروبي 2004، انتخب عضو في البرلمان الأوروبي عن دائرة East Midlands (European Parliament constituency) [الإنجليزية]‏ لترشحه ضمن قائمة حزب العمال، وقد انضم خلال فترته النيابية (20 يوليو 2004 – 31 ديسمبر 2005) للكتلة البرلمانية التحالف التقدمي للاشتراكيين والديمقراطيين.
- في الانتخابات العامة في المملكة المتحدة 1970، انتخب عضو البرلمان الخامس والأربعون للمملكة المتحدة عن دائرة داربي الشمالية (18 يونيو 1970 – 8 فبراير 1974).
- في الانتخابات العامة في المملكة المتحدة فبراير 1974 [الإنجليزية]‏، انتخب عضو البرلمان السادس والأربعون للمملكة المتحدة عن دائرة داربي الشمالية خلال فترته النيابية ‏ (28 فبراير 1974 – 20 سبتمبر 1974).
- في الانتخابات العامة في المملكة المتحدة أكتوبر 1974 [الإنجليزية]‏، انتخب عضو البرلمان السابع والأربعون للمملكة المتحدة عن دائرة داربي الشمالية خلال فترته النيابية ‏ (10 أكتوبر 1974 – 7 أبريل 1979).
- في الانتخابات العامة للمملكة المتحدة 1979 [الإنجليزية]‏، انتخب عضو البرلمان الثامن والأربعون للمملكة المتحدة عن دائرة داربي الشمالية خلال فترته النيابية ‏ (3 مايو 1979 – 13 مايو 1983).
- انتخب عضو في البرلمان الأوروبي عن دائرة East Midlands (European Parliament constituency) [الإنجليزية]‏ (1994 – 2005).

## روابط خارجية
- فيليب وايتهيد على موقع IMDb (الإنجليزية)
- فيليب وايتهيد على موقع قاعدة بيانات الفيلم (الإنجليزية)